# Шкляр, Юрий Аркадьевич
Ю́рий Арка́дьевич Шкляр (1955 — 2006) — оперный певец и педагог, бас. Выпускник Горьковской государственной консерватории (1984), дипломант Всероссийского конкурса вокалистов им. М.Глинки (1987), солист Мариинского театра (1993—2006), солист Тиролер Ландестеатра (Австрия, 2002—2006), педагог с 25-летнем стажем. Автор книги «Острый угол моей жизни. Мысли вокалиста» и знаменитого стихотворения о вокале "Чтоб красиво петь до гроба..."

## Дискография

### CD
- 1996 — Стравинский: Свадебка, Philips;
- 1997 — Римский-Корсаков: Царская Невеста, Philips;
- 1998 — Прокофьев: Обручение в монастыре, Philips;
- 1998 — Giordano: Il Re, Stradivarius;
- 2000 — "На троих": Популярные русские романсы и песни;
- 2000 — Из серии "Звезды Мариинской оперы": Россини, Беллини, Доницетти, Моцарт, Петербургская студия грамзаписи;

### DVD
- 1998 — Прокофьев: Обручение в монастыре, Philips;
- 2000 — Прокофьев: Война и Мир, Opera National de Paris;